# Tunstall (Suffolk)
Tunstall – wieś w Anglii, w hrabstwie Suffolk. Leży 23 km na północny wschód od miasta Ipswich i 130 km na północny wschód od Londynu.